# A24
A24 là một công ty giải trí độc lập của Mỹ thành lập vào ngày 20 tháng 8 năm 2012 bởi Daniel Katz, David Fenkel và John Hodges. Công ty có trụ sở tại Thành phố New York, chuyên về phân phối và sản xuất phim điện ảnh và truyền hình.
Katz, Fenkel và Hodges trước khi thành lập A24 đã làm việc trong lĩnh vực sản xuất điện ảnh. Sau đó, bộ ba rời đi và cùng nhau sáng lập một công ty chuyên phân phối phim điện ảnh, ban đầu lấy tên gọi A24 Films. Dù bắt đầu vận hành từ năm 2013 với tác phẩm A Glimpse Inside the Mind of Charles Swan III, công ty chỉ phát triển mạnh vào cuối năm đó với việc phát hành tác phẩm Spring Breakers. Công ty được biết đến nhiều hơn sau khi có được bản quyền phân phối Ex Machina và Room tại thị trường Mỹ, bản quyền phân phối toàn cầu với The Witch. Công ty đã ký hợp đồng với DirecTV Cinema và Amazon Prime vào cuối năm 2013, hợp tác phân phối một số phim điện ảnh. Tên công ty được rút ngắn thành A24 vào năm 2016. Bộ phận truyền hình của A24 đã sản xuất The Carmichael Show, At Home with Amy Sedaris và Euphoria.
Tính đến năm 2019, công ty đã nhận được tổng cộng 25 đề cử Giải Oscar. Năm 2016, các bộ phim do A24 phân phối đã giành được các Giải Oscar cho Nữ diễn viên chính xuất sắc nhất (Brie Larson trong Room), Phim tài liệu hay nhất (Amy) và Hiệu ứng hình ảnh xuất sắc nhất (Ex Machina). Năm 2017, tác phẩm Moonlight đã giành được Giải Oscar cho Phim hay nhất, Kịch bản chuyển thể xuất sắc nhất và Nam diễn viên phụ xuất sắc nhất trong khi vào năm 2019, bộ phim The Lighthouse do A24 phân phối được đề cử cho Quay phim tốt nhất.

## Lịch sử

### 2012–2013: Thành lập và những năm đầu
A24 được thành lập vào ngày 20 tháng 8 năm 2012 bởi Daniel Katz, David Fenkel và John Hodges. Katz trước đây đã lãnh đạo nhóm tài chính điện ảnh tại Guggenheim Partners, Fenkel là chủ tịch, đồng sáng lập và đối tác tại Oscilloscope, và Hodges từng đảm nhiệm vai trò Giám đốc sản xuất và phát triển tại Big Beach. Cái tên "A24" được lấy cảm hứng từ đường cao tốc A24 của Ý mà Katz đang lái xe qua khi nảy sinh ý tưởng thành lập công ty; tình cờ, đường cao tốc cũng nổi tiếng trong lịch sử điện ảnh Ý khi là bối cảnh được sử dụng trong các bộ phim theo chủ nghĩa tân hiện thực và siêu thực.
Guggenheim Partners đã cung cấp khoản tài trợ hạt giống cho A24. Công ty được thành lập để những người sáng lập có thể trải nghiệm "những bộ phim từ một khía cạnh khác." Vào tháng 10 năm 2012, Nicolette Aizenberg tham gia công ty với tư cách là đại diện quan hệ công chúng. A24 bắt đầu công tác phân phối phim điện ảnh vào năm 2013. Phim điện ảnh đầu tiên của công ty được phát hành tại rạp chiếu là A Glimpse Inside the Mind of Charles Swan III của Roman Coppola. Các phim chiếu rạp khác của năm 2013 bao gồm Ginger & Rosa của Sally Potter, Spring Breakers của Harmony Korine, The Bling Ring của Sofia Coppola và The Spectacular Now của James Ponsoldt. Tháng 9 năm 2013, A24 đã ký một thỏa thuận trị giá 40 triệu USD với DirecTV Cinema. Cùng năm đó, A24 đã ký một thỏa thuận với Amazon Prime, nơi các bộ phim do A24 phân phối sẽ có sẵn trên Amazon Instant Video sau khi có trên DVD và Blu-ray.

### 2014–2017: Truyền hình và công việc sản xuất sau này
Vào tháng 5 năm 2015, A24 thông báo rằng họ sẽ thành lập một bộ phận truyền hình và bắt đầu sản xuất phim truyền hình Playing House cho USA Network, cũng như phát triển một phim truyền hình mà sau này trở thành Comrade Detective, do Channing Tatum sản xuất. Công ty cũng thông báo rằng họ cũng sẽ tài trợ và phát triển các tập phim thử nghiệm.
Vào tháng 1 năm 2016, Sasha Lloyd gia nhập công ty để phụ trách mọi hoạt động phân phối phim điện ảnh, phim truyền hình và phát triển kinh doanh tại thị trường quốc tế. Công ty, với sự hợp tác từ Bank of America, JP Morgan & Co. và SunTrust Banks, cũng đã nâng hạn mức tín dụng từ 50 triệu USD lên 125 triệu USD một tháng sau đó để phục vụ hoạt động của mình. Vào tháng 4, công ty đã mua lại tất cả các bản quyền nước ngoài đối với Swiss Army Man, phân phối bộ phim trên tất cả các vùng lãnh thổ, đồng thời hợp tác với các nhà phân phối trước đó đã mua bản quyền bộ phim này. Vào tháng 6, công ty, cùng với Oscilloscope và nhà phân phối Honora, đã tham gia BitTorrent Now để phân bổ công việc trong danh mục của họ trên các dịch vụ có hỗ trợ quảng cáo. Tháng 1 năm 2017, công ty đã mua quyền phân phối tại thị trường Mỹ và Trung Quốc cho bộ phim tiếng nước ngoài đầu tiên, Menashe.

### 2018–nay: Thay đổi quản lý và quan hệ đối tác
Ngày 20 tháng 2 năm 2018, A24 đã tung ra một podcast có tiêu đề The A24 Podcast. Các tập phim dựa trên cuộc thảo luận giữa hai thành viên trong ngành điện ảnh. Những khách mời đáng chú ý trong chương trình bao gồm Bo Burnham, Paul Schrader, Sofia Coppola, Alia Shawkat và Martin Scorsese. Ngày 26 tháng 3 năm 2018, đồng sáng lập John Hodges cho biết anh sẽ rời khỏi công ty.
Ngày 15 tháng 11 năm 2018, A24 và Apple cho biết rằng họ đã ký hợp đồng hợp tác nhiều năm với A24, trong đó A24 sẽ sản xuất một loạt các phim điện ảnh gốc cho nền tảng Apple TV+. Ngày 13 tháng 11 năm 2019, A24 đã ký hợp đồng phát sóng truyền hình cáp cao cấp với Showtime Networks, bao gồm tất cả các bộ phim phát hành đến hết ngày 1 tháng 11 năm 2022. Thỏa thuận không bao gồm các bộ phim đã là một phần của quan hệ đối tác với Apple.